# باول دونيلي
باول دونيلي (بالإنجليزية: Paul Donnelly)‏ (16 فبراير 1981 في المملكة المتحدة - ) هو لاعب كرة قدم بريطاني في مركز الدفاع. لعب مع بورت فايل وNantwich Town F.C. ‏ وستافورد رينجرز ونادي ويتون ألبيون وKidsgrove Athletic F.C. ‏ وليك تاون ‏ وNewcastle Town F.C. ‏ وStone Dominoes F.C. ‏.

## وصلات خارجية
- باول دونيلي على موقع قاعدة بيانات كرة القدم.إي يو (الإنجليزية)
- باول دونيلي على موقع Soccerbase.com (لاعب) (الإنجليزية)